# Игра страха
Игра страха (енгл. Drop) амерички је филмски трилер из 2025. Режију потписује Кристофер Лендон, по сценарију Џилијан Џејкобс и Криса Роуча. Глумачку поставу предводи Меган Фахи која тумачи удовицу која добија претеће поруке током свог првог састанка после много година, због чега преиспитује свог партнера и плаши се за своју безбедност.
Премијера је приказана 9. марта 2025. на фестивалу South by Southwest. Приказивање у биоскопима је започело 11. априла 2025. у САД, односно 10. априла 2025. у Србији. Добио је углавном позитивне рецензије критичара и зарадио преко 28 милиона долара широм света.

## Радња
Вајолет је удовица која има дете и која после више година излази на први састанак. Долази у луксузни ресторан и открива да њен партнер, Хенри, шармантнији и згоднији него што је очекивала. Међутим, хемија међу њима убрзо јењава јер Вајолет почиње да добија узнемиравајуће и застрашујуће поруке од анонимног пошиљаоца.
Наређено јој је да никоме не сме да каже и да прати упутства која добија, или ће човек са капуљачом ког види на сигурносним камерама своје куће убити њеног малог сина и сестру која га чува. Вајолет мора да уради тачно онако како јој је речено, или ће сви које воли умрети. Коначна директива њеног невидљивог мучитеља убрзо долази, а она гласи — убиј Хенрија.

## Улоге
| Глумац          | Улога         |
| --------------- | ------------- |
| Меган Фахи      | Вајолет Гејтс |
| Брендон Скленар | Хенри Кембел  |
| Вајолет Бин     | Џен Гејтс     |
| Џејкоб Робинсон | Тоби Гејтс    |
| Рид Дајмонд     | Ричард        |
| Габријела Рајан | Кара          |
| Џефри Селф      | Мет           |
| Ед Викс         | Фил           |
| Травис Нелсон   | Конор         |
| Мајкл Шеј       | Блејк         |